# Хору
Хору (также Кечитсу, Кечит-Су; укр. Хору, Кечіт-Су, крымскотат. Horu, Keçit Suv, Хору, Кечит Сув) — маловодная река (балка) в Бахчисарайском районе Крыма, левый приток Качи. Длина водотока — 8,5 км, площадь водосборного бассейна — 15,6 км².

## Название
В справочнике «Поверхностные водные объекты Крыма» и производных от него документах река называется Хору. На карте из сборника Петра Кеппена «О древностях южнаго берега Крыма и гор Таврических» — Кечитсу, как и в современных туристических атласах, с вариантом Кечит-Су. Также применялся вариант долина Хору без обозначения реки. Николай Рухлов в «Обзоре речных долин горной части Крыма» 1915 года называл водоток балкой Юхары-Керменчик.

## География
Истоки Хору — несколько родников, находящиеся в районе Высокого: самый дальний — безымянный источник на восточной окраине села. Известен фонтан в Нижнем Керменчике, сооруженный во второй половине XIX века на средства, пожертвованные богатым местным жителем, турецко-подданным родом из-под Трапезунта, Чукуровым и источник Айкозма-Чешме, или святых Козьмы и Дамиана, с древних времён почитающийся священным как у населявших Керменчик греков, так и у крымских татар, расположенный на высоте 446 м. Течёт река в северо-западном направлении, по одноимённой долине. Согласно справочнику «Поверхностные водные объекты Крыма» притоков река не имеет, при этом, на подробных туристических картах, созданных на основе работ Игоря Белянского, подписан, в самом верховье, маловодный правый приток Кабак-Су, начинающийся родником Вангель-Чокрак на левом склоне оврага Лакан-Дересы на высоте 356 м и несколько впадающих в Хору оврагов: левые Терен-Баир, Терен-Яр, Максим-Дере и правый Ауджибашин-Дереси. В низовье реки находится минеральный углекислотный источник Обручева.
Хору впадает в Качу слева, в селе Баштановка, в 24,0 км от устья, на высоте 72 м над уровнем моря. Водоохранная зона реки установлена в 50 м.
До революции долина реки принадлежала князю Юсупову — дача «Отрадное» площадью 614 десятин, проданная в 1915 году врачу Якову Давидовичу Галаю, которую затем (до и после революции) пытались превратить в круглогодичный курорт на базе минерального источника.